# NGC 4081
إن جي سي 4081 التي يرمز لها بالرمز NGC 4081، هي مجرة، في كوكبة الدب الأكبر.

## الاكتشاف
اكتشفت في 18 يونيو 1884، بواسطة لويس سويفت.